# Yevguéniya Stróganova
Yevguéniya Stróganova –en ruso, Евгения Строганова– (7 de junio de 1979) es una deportista rusa que compitió en esgrima, especialista en la modalidad de florete.
Ganó una medalla de plata en el Campeonato Mundial de Esgrima de 2007 y una medalla de oro en el Campeonato Europeo de Esgrima de 2005, ambas en la prueba por equipos.

## Palmarés internacional
| Campeonato Mundial | Campeonato Mundial      | Campeonato Mundial | Campeonato Mundial |
| Año                | Lugar                   | Medalla            | Prueba             |
| ------------------ | ----------------------- | ------------------ | ------------------ |
| 2007               | San Petersburgo (Rusia) | Medalla de plata   | Espada por equipos |
| Campeonato Europeo |                         |                    |                    |
| Año                | Lugar                   | Medalla            | Prueba             |
| 2005               | Zalaegerszeg (Hungría)  | Medalla de oro     | Espada por equipos |